# ミステリー・リーグ
ミステリー・リーグ（MYSTERY LEAGUE）は、原書房が発行していた推理小説の叢書。日本人作家による作品を収めている。2001年8月に刊行を開始した。装丁は四六判上製。2010年度第10回本格ミステリ大賞（小説部門）を受賞した『水魑の如き沈むもの』を含む「刀城言耶シリーズ」（三津田信三著）や、2015年に映画化された『イニシエーション・ラブ』（乾くるみ著）などをを収録している。
推理小説の叢書には他に、東京創元社発行のミステリ・フロンティア、早川書房発行のハヤカワ・ミステリワールド、文藝春秋発行の本格ミステリ・マスターズなどがあるが、原書房は文庫レーベルを持っていないため、南雲堂の本格ミステリー・ワールド・スペシャルと同様、文庫化の際は他社から刊行される。
2020年に『欺瞞の殺意』（深木章子著）を収録して以来、刊行が途絶えている。なお、原書房は以前から叢書レーベルからでないミステリの出版があり、そちらも2021年頃から途絶えていたが、2025年頃から再開した。

## 作品リスト
| 著者       | タイトル                                          | 刊行年月                        | 新書・文庫化                                  | 備考                                                                    |
| ---------- | ------------------------------------------------- | ------------------------------- | --------------------------------------------- | ----------------------------------------------------------------------- |
| 愛川晶     | 『巫女の館の密室』                                | 2001年8月                       | 2004年8月 光文社文庫                          |                                                                         |
| 愛川晶     | 『ダイニング・メッセージ』                        | 2002年10月                      | 2007年1月 光文社文庫                          |                                                                         |
| 愛川晶     | 『道具屋殺人事件』                                | 2007年9月                       | 2010年7月 創元推理文庫                        |                                                                         |
| 愛川晶     | 『芝浜謎噺』                                      | 2008年4月                       | 2011年5月 創元推理文庫                        |                                                                         |
| 愛川晶     | 『うまや怪談』                                    | 2009年10月                      | 2012年10月 創元推理文庫                       |                                                                         |
| 愛川晶     | 『三題噺 示現流幽霊』                             | 2011年5月                       | 2014年5月 創元推理文庫                        |                                                                         |
| 芦辺拓     | 『グラン・ギニョール城』                          | 2001年12月                      | 2006年4月 創元推理文庫                        |                                                                         |
| 芦辺拓     | 『明智小五郎対金田一耕助』                        | 2002年12月                      | 2007年1月 創元推理文庫                        |                                                                         |
| 飛鳥部勝則 | 『誰のための綾織』                                | 2005年5月                       |                                               |                                                                         |
| 天祢涼     | 『葬式組曲』                                      | 2012年1月                       | 2022年11月 文春文庫                           |                                                                         |
| 石持浅海   | 『この国。』                                      | 2010年6月                       | 2013年6月 光文社文庫                          |                                                                         |
| 乾くるみ   | 『イニシエーション・ラブ』                        | 2004年4月 特別限定版：2015年3月 | 2007年4月 文春文庫                            | - 第58回日本推理作家協会賞（長編及び連作短編集部門）候補 - 2015年映画化 |
| 歌野晶午   | 『ジェシカが駆け抜けた七年間について』            | 2004年2月                       | 2008年10月 角川文庫                           |                                                                         |
| 大山誠一郎 | 『密室蒐集家』                                    | 2012年10月                      | 2015年11月 文春文庫                           |                                                                         |
| 折原一     | 『グッドバイ 叔父殺人事件』                       | 2005年11月                      | 2008年11月 講談社文庫                         |                                                                         |
| 霞流一     | 『呪い亀』                                        | 2003年1月                       |                                               |                                                                         |
| 霞流一     | 『フライプレイ！監棺館殺人事件』                  | 2014年10月                      |                                               |                                                                         |
| 霞流一     | 『パズラクション』                                | 2018年8月                       |                                               |                                                                         |
| 霧舎巧     | 『名探偵はもういない』                            | 2002年2月                       | 2006年4月 講談社ノベルス 2009年4月 講談社文庫 |                                                                         |
| 霧舎巧     | 『名探偵はどこにいる』                            | 2006年3月                       | 2009年8月 講談社ノベルス                      |                                                                         |
| 鯨統一郎   | 『ふたりのシンデレラ』                            | 2002年9月                       | 2005年9月 光文社文庫                          |                                                                         |
| 鯨統一郎   | 『MORNING GIRL』                                  | 2005年7月                       | 2010年6月 講談社文庫                          |                                                                         |
| 鯨統一郎   | 『冷たい太陽』                                    | 2014年6月                       | 2016年6月 光文社文庫                          |                                                                         |
| 倉阪鬼一郎 | 『冥い天使のための音楽』                          | 2005年2月                       |                                               |                                                                         |
| 倉阪鬼一郎 | 『留美のために』                                  | 2007年9月                       |                                               |                                                                         |
| 黒田研二   | 『今日を忘れた明日の僕へ』                        | 2002年1月                       |                                               |                                                                         |
| 小島正樹   | 『十三回忌』                                      | 2008年10月                      | 2013年7月 双葉文庫                            |                                                                         |
| 小島正樹   | 『扼殺のロンド』                                  | 2010年1月                       | 2014年4月 双葉文庫                            |                                                                         |
| 小島正樹   | 『綺譚の島』                                      | 2012年2月                       |                                               |                                                                         |
| 谺健二     | 『星の牢獄』                                      | 2004年2月                       |                                               |                                                                         |
| 谺健二     | 『ケムール・ミステリー』                          | 2016年3月                       |                                               |                                                                         |
| 小森健太朗 | 『ムガール宮の密室』                              | 2002年8月                       |                                               |                                                                         |
| 小森健太朗 | 『魔夢十夜』                                      | 2006年5月                       |                                               |                                                                         |
| 斎藤肇     | 『たったひとつの』                                | 2001年9月                       |                                               |                                                                         |
| 獅子宮敏彦 | 『神国崩壊 探偵府と四つの綺譚』                   | 2009年5月                       |                                               |                                                                         |
| 獅子宮敏彦 | 『上海殺人人形』                                  | 2017年4月                       |                                               |                                                                         |
| 篠田真由美 | 『黄昏に佇む君は』                                | 2011年11月                      |                                               |                                                                         |
| 柴田よしき | 『風精の棲む場所』                                | 2001年8月                       | 2005年6月 光文社文庫                          |                                                                         |
| 柴田よしき | 『クリスマスローズの殺人』                        | 2003年12月                      | 2006年12月 祥伝社文庫                         |                                                                         |
| 関田涙     | 『晩餐は「檻」のなかで』                          | 2007年2月                       |                                               |                                                                         |
| 柄刀一     | 『御手洗潔対シャーロック・ホームズ』              | 2004年12月                      | 2008年7月 創元推理文庫                        |                                                                         |
| 津原泰水   | 『ルピナス探偵団の当惑』                          | 2004年3月                       | 2007年6月 創元推理文庫                        |                                                                         |
| 鳥飼否宇   | 『本格的 死人と狂人たち』                         | 2003年9月                       |                                               |                                                                         |
| 鳥飼否宇   | 『官能的 四つの狂気』                             | 2008年1月                       |                                               | - 第62回日本推理作家協会賞（長編及び連作短編集部門）候補                |
| 鳥飼否宇   | 『絶望的 寄生クラブ』                             | 2015年2月                       |                                               |                                                                         |
| 二階堂黎人 | 『増加博士と目減卿』                              | 2002年11月                      | 2006年3月 講談社文庫                          |                                                                         |
| 二階堂黎人 | 『鬼蟻村マジック』                                | 2008年7月                       | 2012年6月 文春文庫                            |                                                                         |
| 西澤保彦   | 『聯愁殺』                                        | 2002年3月                       | 2010年9月 中公文庫                            |                                                                         |
| 野崎六助   | 『アノニマス』                                    | 2003年10月                      |                                               |                                                                         |
| 野崎六助   | 『風船爆弾を飛ばしそこねた男』                    | 2004年12月                      |                                               |                                                                         |
| 氷川透     | 『追いし者 追われし者』                           | 2002年6月                       |                                               |                                                                         |
| 深水黎一郎 | 『ミステリー・アリーナ』                          | 2015年6月                       | 2018年6月 講談社文庫                          |                                                                         |
| 深木章子   | 『衣更月家の一族』                                | 2012年3月                       | 2015年3月 講談社文庫                          |                                                                         |
| 深木章子   | 『螺旋の底』                                      | 2013年3月                       | 2016年3月 講談社文庫                          |                                                                         |
| 深木章子   | 『ミネルヴァの報復』                              | 2015年8月                       | 2018年9月 角川文庫                            |                                                                         |
| 深木章子   | 『欺瞞の殺意』                                    | 2020年2月                       | 2023年2月 角川文庫                            |                                                                         |
| 三津田信三 | 『厭魅の如き憑くもの』                            | 2006年2月                       | 2009年3月 講談社文庫                          |                                                                         |
| 三津田信三 | 『首無の如き祟るもの』                            | 2007年5月                       | 2010年5月 講談社文庫                          |                                                                         |
| 三津田信三 | 『山魔の如き嗤うもの』                            | 2008年4月                       | 2011年5月 講談社文庫                          |                                                                         |
| 三津田信三 | 『凶鳥の如き忌むもの』                            | 2009年4月                       | 2012年10月 講談社文庫                         |                                                                         |
| 三津田信三 | 『水魑の如き沈むもの』                            | 2009年12月                      | 2013年5月 講談社文庫                          | - 第10回本格ミステリ大賞（小説部門）受賞                                |
| 三津田信三 | 『幽女の如き怨むもの』                            | 2012年4月                       | 2015年6月 講談社文庫                          | - 第66回日本推理作家協会賞（長編及び連作短編集部門）候補                |
| 三津田信三 | 『碆霊の如き祀るもの』                            | 2018年6月                       | 2021年6月 講談社文庫                          |                                                                         |
| 門前典之   | 『浮遊封館』                                      | 2008年7月                       |                                               |                                                                         |
| 門前典之   | 『屍の命題』                                      | 2010年2月                       |                                               |                                                                         |
| 門前典之   | 『首なし男と踊る生首』                            | 2015年3月                       |                                               |                                                                         |
| 柳広司     | 『饗宴 ソクラテス最後の事件』                     | 2001年10月                      | 2007年1月 創元推理文庫                        |                                                                         |
| 山田正紀   | 『天正マクベス 修道士シャグスペアの華麗なる冒険』 | 2003年9月                       | 2007年1月 創元推理文庫                        |                                                                         |

### アンソロジー
- 不可能犯罪コレクション（二階堂黎人編、2009年6月）
  - 石持浅海、大山誠一郎、加賀美雅之、鏑木蓮、岸田るり子、門前典之の短編を収録。
- 密室晩餐会（二階堂黎人編、2011年6月）
  - 麻生荘太郎、天祢涼、安萬純一、大山誠一郎、加賀美雅之、小島正樹の短編を収録。